# Abbazia di Santa Ildegarda

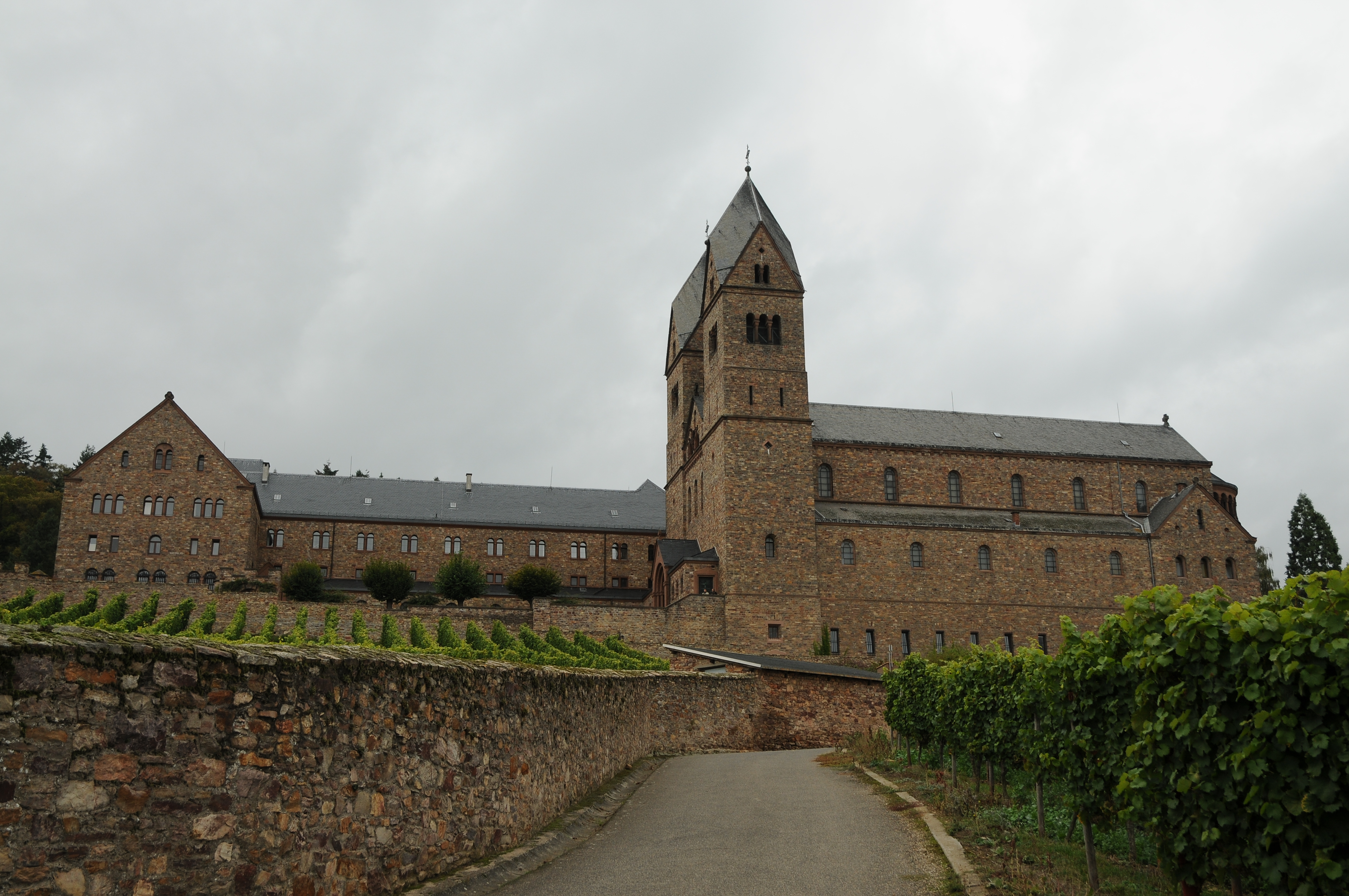
Abbazia di Santa Ildegarda di Eibingen

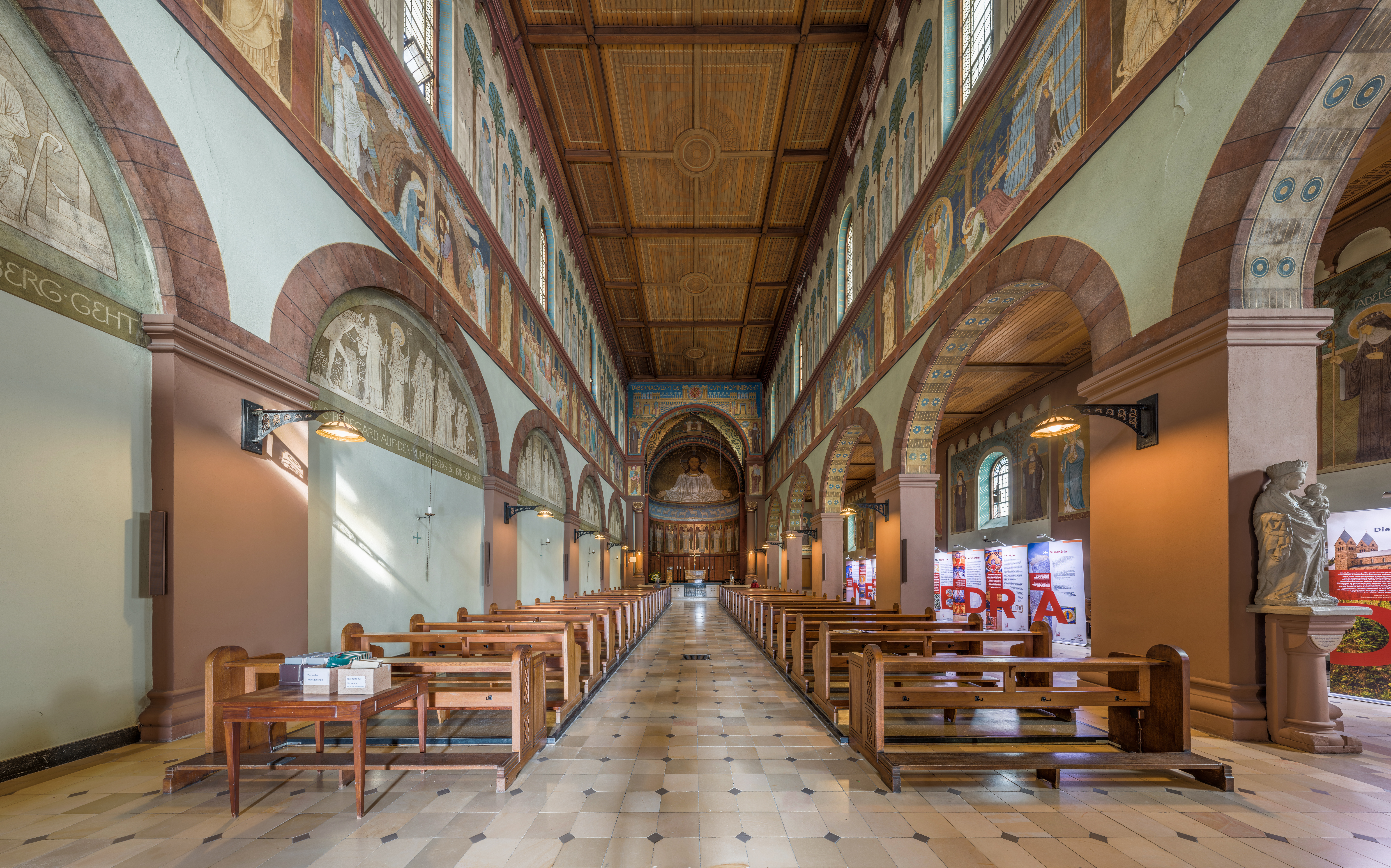
Interno della chiesa abbaziale

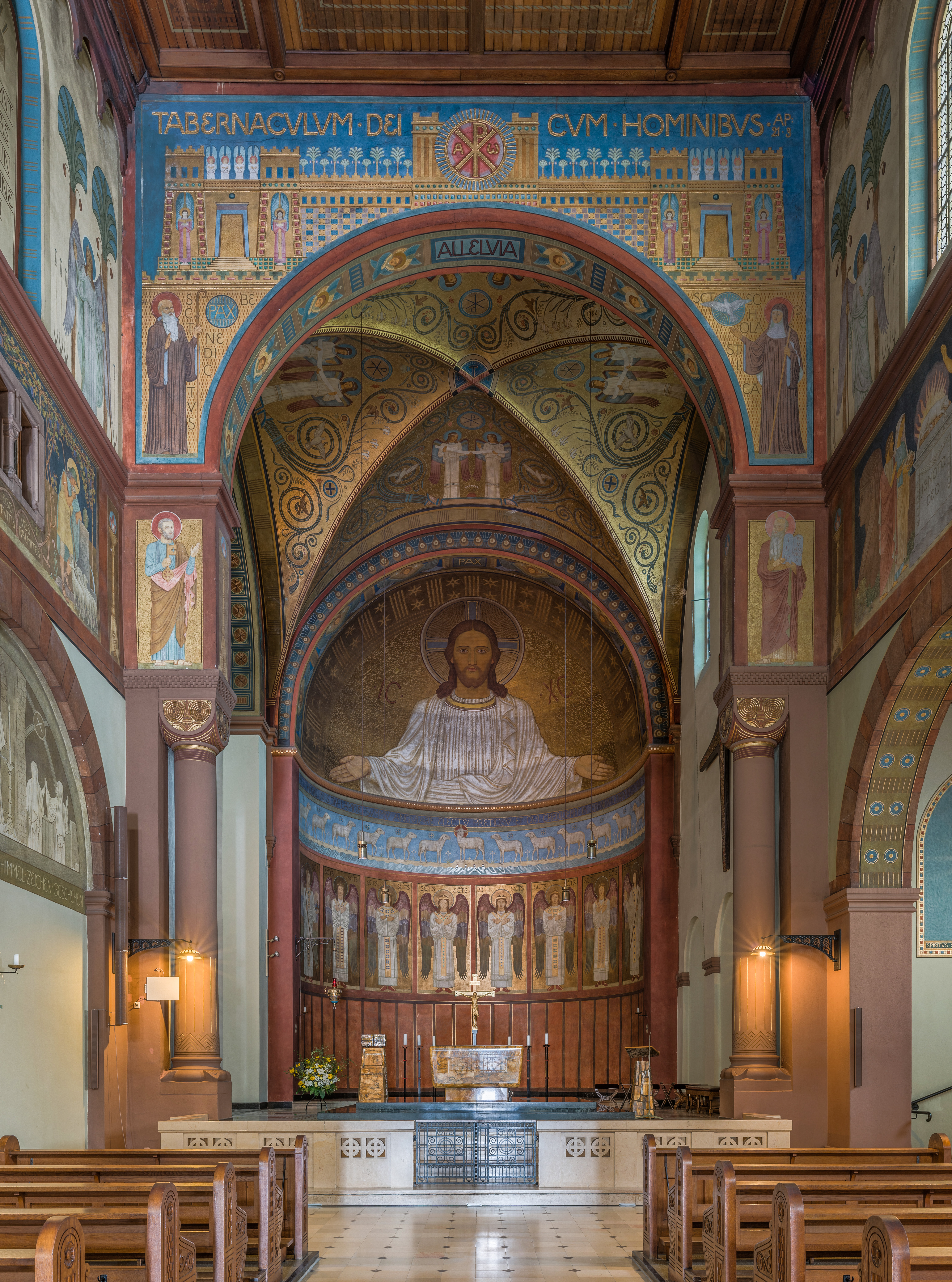
Presbiterio della chiesa abbaziale

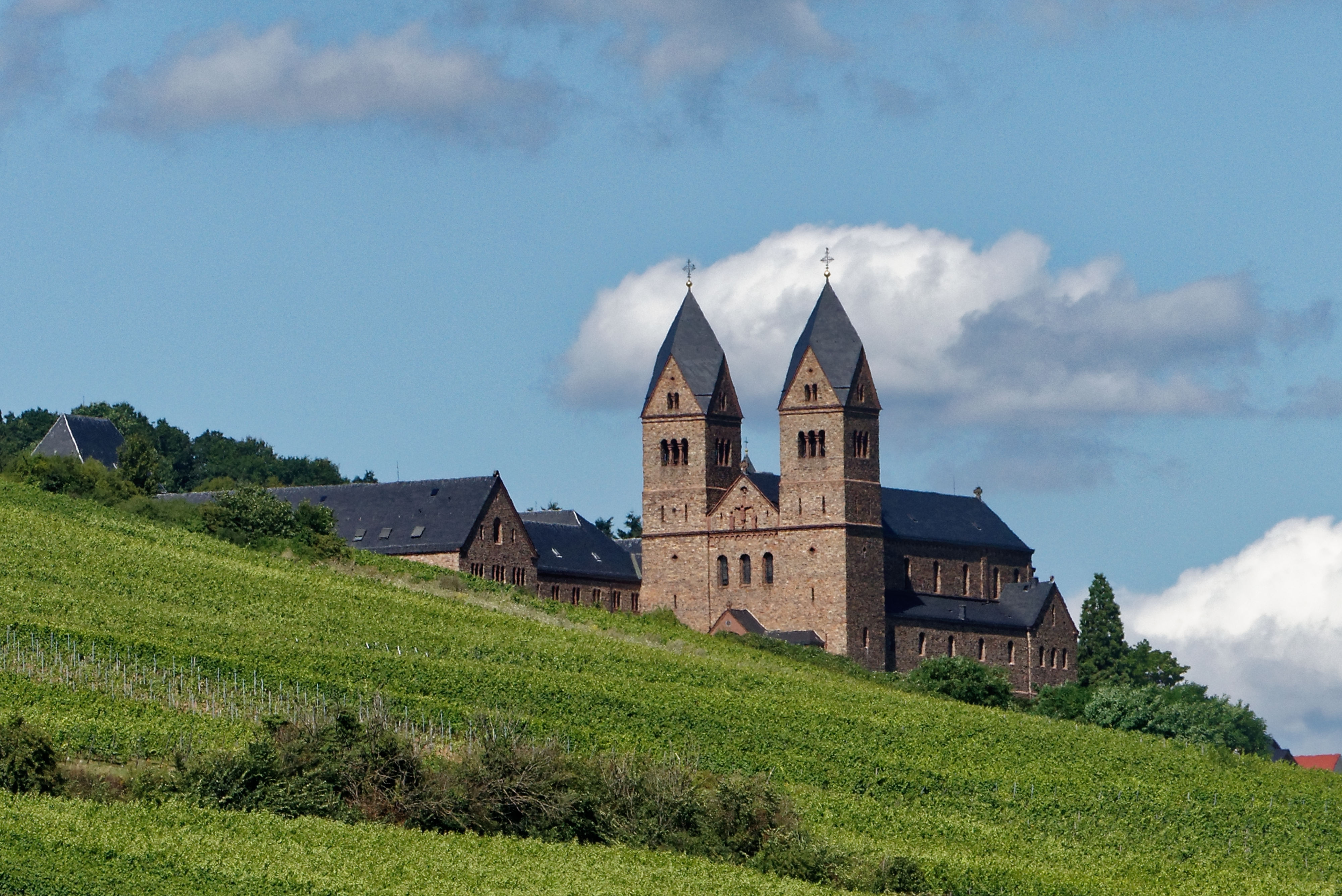
Abbazia – Veduta dalla funivia per il Niederwalddenkmal

L'abbazia di Santa Ildegarda è un'abbazia femminile benedettina a Eibingen nel comune di Rüdesheim in Assia (Germania). Dal 2002 l'abbazia fa parte del Patrimonio dell'umanità UNESCO della Gola del Reno.

## Storia
L'abbazia femminile benedettina fu eretta nel 1904 sul modello dell'abbazia di San Gabriele a Praga, quale successione del monastero di Rupertsberg e della chiesa di Santa Ildegarda di Eibingen, fondati dalla santa.
L'abbazia fu eretta con la sponsorizzazione del principe Carlo I di Löwenstein-Wertheim-Rosenberg. Essa appartiene alla Congregazione di Beuron e fu decorata dai monaci della Scuola d'arte di Beuron.
Nel 1941, nel quadro della soppressione nazista dei conventi, le monache dell'abbazia furono cacciate dalla Gestapo e vi poterono tornare solo nel 1945, dopo la fine della seconda guerra mondiale.
Nel 1988 l'antico monastero di Marienrode presso Hildesheim fu sottoposto all'abbazia e ripopolato da monache da questa provenienti. Esso rimase una dipendenza dell'abbazia fino al 1998, quando divenne un priorato indipendente.
L'abbazia trae il suo sostentamento dalle vigne di sua proprietà, dal negozio proprio, dal suo laboratorio artistico e dalla sua foresteria.
Anche i pellegrini diretti alla parrocchia di Santa Ildegarda ad Eibingen per venerare le reliquie della santa, vengono assistiti dall'abbazia.

## Organo
L'organo della chiesa abbaziale fu costruito nel 2004, in occasione del centenario dell'abbazia, dalla ditta Romanus Seifert & Sohn di Kevelaer.

## Badesse

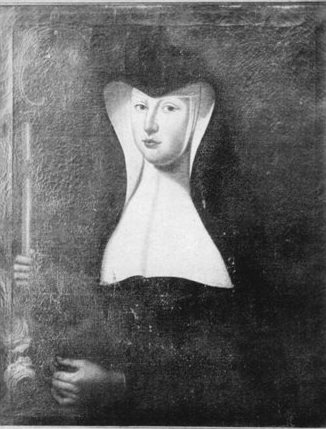
Philippine zu Guttenberg, ultima badessa dell'antica abbazia di Eibingen

### Elenco delle badesse dell'abbazia di Eibingen
- Ildegarda di Bingen (* 1098; † 1179) – fondatrice e prima badessa della comunità
- Benigna von Algesheim, badessa dal 1373 al 1417

Dal 1603 le badesse presero il titolo di "badessa di Rupertsberg ed Eibingen"
- Kunigunde Frey von Dehrn, badessa dal 1577 al 1611
- Anna Lerch von Dirmstein, badessa dal 1611 al 1642, † 1660
- Magdalena Ursula von Sickingen, badessa dal 1642 al 1666[3]
- Cunigunde Schütz von Holtzhausen, badessa dal 1666 al 1669
- Maria Scholastica von Manteuffel, badessa dal 1670 al 1692
- Maria Anna Ulner von Dieburg, badessa dal 1692 al 1711
- Maria Antonetta Mühl zu Ulmen, badessa dal 1711 al 1740
- Caroline von Brambach, badessa dal 1740 al 1768
- Maria Benedicta von Dumont, badessa dal 1768 al 1780
- Hildegard von Rodenhausen, badessa dal 1780 al 1788
- Philippine zu Guttenberg, ultima badessa dal 1791 al 1804.

L'antico convento nella frazione di Eibingen fu sgombrato nel 1814.
A causa del Reichsdeputationshauptschluss il convento finì nelle mani dei principi di Nassau. Nel 1831 la parrocchia di Eibing acquistò il vecchio convento e la chiesa.

### Badesse dell'abbazia benedettina di Santa Ildegarda
Le attuali badesse proseguono la successione di Ildegarda di Bingen. Dopo la ricostruzione del monastero (1900–1904) sopra Eibingen, le seguenti badesse furono incaricate della direzione dell'abbazia:
- Regintrudis Sauter, badessa dal 1908 al 1955
- Fortunata Fischer, badessa dal 1955 al 1978
- Edeltraud Forster, badessa dal 1978 al 1998
  - Gisela Happ, Priora-amministratrice dal 1998 al 2000
- Clementia Killewald, badessa dal 2000 al 2016
- Dorothea Flandera, badessa dal 2016 al 2023
- Katharina Drouvé, badessa dal 2023[4]